# 石川光忠
石川 光忠（いしかわ みつただ）は、尾張藩家臣、石川（石河）家初代当主。

## 生涯
文禄3年（1594年）、豊臣家臣・播磨国龍野城主石川光元の子として生まれる。光元は慶長5年（1600年）関ヶ原の戦いで西軍に与して改易され、翌慶長6年（1601年）に没した。
慶長8年（1603年）に父の光元のため京の妙心寺に大雄院を建立したが、この土地は叔父の石川貞清が寄進している。また、開祖となった僧・慧南玄譲の招請も10歳の光忠に代わり貞清が行っており、両者の親しい関係が窺える。
母が徳川家康の側室となり松平仙千代、徳川義直を産んだこともあり、慶長13年（1608年）に召し出され、慶長15年（1610年）美濃国と摂津国に合計1万300石の知行を賜る。慶長17年（1612年）、家康の命で尾張藩主の異父弟徳川義直に付属し、名古屋城代となる。異父兄の竹腰正信も義直に配属させられている。大坂の陣の際に、義直に従い出陣した。
寛永5年（1628年）9月18日死去。享年35。家督を長男の正光が相続した。次男宗直は2000石、三男忠昌は1000石の分知を受けて分家した。